# ボナファイド・スライド・ルール
ボナファイド・スライド・ルール（英語：bona fide slide）は、野球において、走者が行うべきスライディングに関するルールのことである。公認野球規則において、bona fide slideは、「正しいスライディング」と訳されている。
ルール変更の要因となったプレーのひとつを行った、危険な併殺崩しが印象的である選手の名前から「チェイス・アトリー・ルール」(Chase Utley rule) または「アトリー・ルール」(Utley rule) とも呼ばれる。

## 概要
ボナファイド・スライド・ルールは、公認野球規則6.01(j)「併殺を試みる塁へのスライディング」として記載されているルールを指す。
審判員は、走者が併殺を成立させないために、正しいスライディングをせずに、野手に接触したり、接触しようとしたと判断した場合、守備妨害を宣告し、走者と打者走者の両方をアウトにする。
ここでいう正しいスライディングとは、次の4つの要件を全て満たすものをいう。
1. ベースに触れる前からスライディングする（先に地面に触れる）。
2. 足や手でベースに到達しようとする。
3. スライディング終了後はベースに留まる（本塁を除く）。
4. 野手に接触しようとして走路を変更することなく、ベースに達するように滑り込む。

また、上記に関わらず、走者がロールブロック（身体を回転させながら野手に接触しようとする行為）をすることや、意図的に野手の膝や送球する腕、上半身より高く足を上げて野手に接触する、または接触しようとすることは、正しいスライディングとはみなされない。
公認野球規則の原典であるメジャーリーグベースボールの Official Baseball Rules では、2016年に定められたルールであり、日本では、この改正を受けて2017年に公認野球規則が改正された。

## 事例

### 2020年7月12日、巨人対ヤクルト第5回戦（ほっともっとフィールド神戸）
6回裏、巨人の攻撃。一死一・三塁の場面で、打者の炭谷銀仁朗が遊ゴロを打った。ヤクルトの遊撃手アルシデス・エスコバーが二塁に送球し、二塁手の山田哲人がこれを捕って二塁に触球した際、一塁走者のジェラルド・パーラが二塁にスライディングした。パーラと山田は交錯して転倒、この間に三塁走者が本塁に触れた。
このプレイについて、ヤクルトの高津臣吾監督は「守備妨害ではないか」と審判団に指摘した。審判団は協議を行い、パーラの守備妨害を認め、ボナファイド・スライド・ルールに基づき、一塁走者のパーラと打者走者の炭谷にアウトを宣告した。また、第3アウトが打者走者の一塁到達前のアウトとなるため、三塁走者の得点は取り消された。
試合後、この試合の責任審判員だった丹波幸一は「ボナファイドのガイドラインに沿った。ベースに向けてスライディングしているが、近くから行って、勢いをつけてベースを越えている。」と話した。

### 2022年8月3日、巨人対阪神第17回戦（東京ドーム）
7回表、阪神の攻撃。一死一塁の場面で、打者の梅野隆太郎が遊ゴロを打った。巨人の遊撃手の北村拓己が併殺を企図して二塁に送球し、二塁手の吉川尚輝が一塁走者の熊谷敬宥をアウトにして、一塁へ送球しようとした際に、熊谷が吉川と接触した。吉川は態勢を崩し、一塁への送球が出来なかった。
阪神監督の矢野燿大は、審判団に対して「北村の二塁送球より前に走者の熊谷が二塁に達していたものと思われるので、セーフになるのではないか」と、巨人監督の原辰徳は「一塁走者の熊谷のスライディングは併殺崩しを狙ったもので守備妨害に当たるのではないか」として、同一のプレイに対して、異なる視点で双方からリクエスト（ビデオ判定）が要求された。
審判団がビデオ判定を実施したところ、阪神側からの二塁塁上のアウト・セーフ判定のリクエストについては却下し、巨人側からの熊谷のスライディングに対する守備妨害のアピールを認めた。その結果、「熊谷の走塁は併殺を逃れるためのスライディングであり、危険なプレーである」としてボナファイド・スライド・ルールに基づき、一塁走者の熊谷と打者走者の梅野にアウトを宣告した。
なお、公式記録では梅野は遊撃ゴロとなるが併殺打とはならず、守備側に併殺が記録される。

### 2022年8月10日、北海道日本ハム対埼玉西武第18回戦（札幌ドーム）
8回裏、北海道日本ハムの攻撃。一死一・二塁の場面で、打者の近藤健介は二塁ゴロを打った。埼玉西武の二塁手の外崎修汰は併殺を企図して二塁に送球した。遊撃手の源田壮亮がこれを捕って二塁に触球した際、一塁走者の清宮幸太郎が二塁にスライディングした。清宮と源田が接触し、源田がバランスを崩す態勢になり一塁への送球が出来なかった。このプレイで二塁塁審の村山太朗は清宮をセーフと判定し、これに対して埼玉西武監督の辻発彦がリクエスト（ビデオ判定）を要求した。
審判団がビデオ判定を実施したところ、「清宮の走塁は競技者に危害を与えかねない、危険なプレーである」と判断し、ボナファイド・スライド・ルールに基づき、一塁走者の清宮と打者走者の近藤にアウトを宣告した。

### 2025年6月6日、阪神対オリックス第1回戦（阪神甲子園球場）
9回表、オリックスの攻撃。無死一塁の場面で、打者の西川龍馬は二塁ゴロを打った。阪神二塁手の中野拓夢は併殺を企図して二塁に送球した。遊撃手の小幡竜平が二塁を踏みながらこれを捕って一塁に送球しようとした際、一塁走者の廣岡大志が二塁にスライディングしたが、小幡と廣岡が接触したため小幡がバランスを崩して前のめりの態勢になり、一塁への送球が出来なかった。小幡は直後に「走者がベースではなく自身にスライディングした」として守備妨害をアピールするも認められなかったため、阪神監督の藤川球児が審判に抗議するとともにリクエスト（ビデオ判定）を要求した。
審判団がビデオ判定を実施したところ、「廣岡の走塁は競技者に危害を与えかねない、危険なプレーである」と判断し、ボナファイド・スライド・ルールに基づき、一塁走者の廣岡と打者走者の西川にアウトを宣告。加えて、廣岡には警告が発せられた。